# لی اندروز
لی اندروز (انگلیسی: Lee Andrews؛ زادهٔ ۲۳ آوریل ۱۹۸۴) بازیکن فوتبال اهل بریتانیا است.
از باشگاه‌هایی که در آن بازی کرده‌است می‌توان به باشگاه فوتبال یورک سیتی، باشگاه فوتبال وورکینگتون ای. اف. سی، باشگاه فوتبال تورکی یونایتد، باشگاه فوتبال روچدیل، و باشگاه فوتبال کارلایل یونایتد اشاره کرد.